# Пропифеназон
Пропифеназо́н — лекарственное средство, анальгетик и антипиретик из группы пиразолонов, является производным феназона и имеет аналогичные болеутоляющие и жаропонижающие свойства.

## Общие сведения
Обладает выраженным анальгезирующим и жаропонижающим действием, противовоспалительная активность выражена слабо, как и у других пиразолонов. Быстро всасывается в желудочно-кишечном тракте, максимальная концентрация в крови развивается через 30 минут после приема внутрь.
По сравнению с другими производными пиразолона наиболее безопасен. При его применении не отмечено развития агранулоцитоза. В редких случаях наблюдается снижение числа тромбоцитов и лейкоцитов.
В виде монопрепарата практически не используется, хотя и зарегистрирован в России в качестве самостоятельного лекарственного средства. Входит в состав комбинированных препаратов на основе парацетамола: «Каффетин», «Пенталгин Плюс», «Каффетин СК», «Саридон», «Флюкомп Экстратаб», «Новалгин», «Сафистон».
Запрещен в следующих странах:
- Шри Ланка[2]
- Малайзия[2]
- Таиланд[2]